# Lista di asteroidi (775001-776000)
Di seguito una lista di asteroidi dal numero 775001  al 776000 con data di scoperta e scopritore.

## 775001–775100
| Nome   | Designazione provvisoria | Data di scoperta | Scopritore          |
| ------ | ------------------------ | ---------------- | ------------------- |
| 775001 | 2005 YW19                | 5 dicembre 2005  | Mount Lemmon Survey |
| 775002 | 2005 YY21                | 24 dicembre 2005 | Spacewatch          |
| 775003 | 2005 YN74                | 24 dicembre 2005 | Spacewatch          |
| 775004 | 2005 YS79                | 24 dicembre 2005 | Spacewatch          |
| 775005 | 2005 YH100               | 10 novembre 2005 | Mount Lemmon Survey |
| 775006 | 2005 YR100               | 24 dicembre 2005 | Spacewatch          |
| 775007 | 2005 YN101               | 25 dicembre 2005 | Spacewatch          |
| 775008 | 2005 YL123               | 24 dicembre 2005 | Spacewatch          |
| 775009 | 2005 YC130               | 24 dicembre 2005 | Spacewatch          |
| 775010 | 2005 YZ140               | 28 dicembre 2005 | Mount Lemmon Survey |
| 775011 | 2005 YL142               | 28 dicembre 2005 | Spacewatch          |
| 775012 | 2005 YH176               | 22 dicembre 2005 | Spacewatch          |
| 775013 | 2005 YD189               | 25 dicembre 2005 | Mount Lemmon Survey |
| 775014 | 2005 YT190               | 30 dicembre 2005 | Spacewatch          |
| 775015 | 2005 YL195               | 31 dicembre 2005 | Spacewatch          |
| 775016 | 2005 YE199               | 25 dicembre 2005 | Mount Lemmon Survey |
| 775017 | 2005 YY230               | 26 novembre 2005 | Mount Lemmon Survey |
| 775018 | 2005 YK232               | 6 febbraio 2002  | DES                 |
| 775019 | 2005 YD242               | 30 dicembre 2005 | Spacewatch          |
| 775020 | 2005 YP250               | 28 dicembre 2005 | Spacewatch          |
| 775021 | 2005 YV258               | 24 dicembre 2005 | Spacewatch          |
| 775022 | 2005 YE260               | 24 dicembre 2005 | Spacewatch          |
| 775023 | 2005 YB264               | 25 dicembre 2005 | Spacewatch          |
| 775024 | 2005 YO265               | 26 dicembre 2005 | Spacewatch          |
| 775025 | 2005 YM290               | 25 dicembre 2005 | Mount Lemmon Survey |
| 775026 | 2005 YT292               | 24 dicembre 2005 | Spacewatch          |
| 775027 | 2005 YP294               | 17 novembre 2009 | Spacewatch          |
| 775028 | 2005 YO295               | 25 dicembre 2005 | Mount Lemmon Survey |
| 775029 | 2005 YJ299               | 10 febbraio 2016 | Pan-STARRS          |
| 775030 | 2005 YX299               | 29 febbraio 2016 | Pan-STARRS          |
| 775031 | 2005 YJ300               | 25 dicembre 2005 | Spacewatch          |
| 775032 | 2006 AQ24                | 28 dicembre 2005 | Mount Lemmon Survey |
| 775033 | 2006 AB39                | 7 gennaio 2006   | Mount Lemmon Survey |
| 775034 | 2006 AG66                | 9 gennaio 2006   | Spacewatch          |
| 775035 | 2006 AC82                | 6 gennaio 2006   | Spacewatch          |
| 775036 | 2006 AV87                | 5 gennaio 2006   | Mount Lemmon Survey |
| 775037 | 2006 AB98                | 24 dicembre 2005 | Spacewatch          |
| 775038 | 2006 AM108               | 7 gennaio 2006   | Mount Lemmon Survey |
| 775039 | 2006 AQ109               | 29 gennaio 2016  | Mount Lemmon Survey |
| 775040 | 2006 AV109               | 1 novembre 2013  | CSS                 |
| 775041 | 2006 AM112               | 9 gennaio 2006   | Mount Lemmon Survey |
| 775042 | 2006 AA115               | 8 gennaio 2006   | Mount Lemmon Survey |
| 775043 | 2006 AJ116               | 8 gennaio 2006   | Spacewatch          |
| 775044 | 2006 AF117               | 5 gennaio 2006   | Mount Lemmon Survey |
| 775045 | 2006 BU3                 | 21 gennaio 2006  | Spacewatch          |
| 775046 | 2006 BC16                | 22 gennaio 2006  | Mount Lemmon Survey |
| 775047 | 2006 BG17                | 22 gennaio 2006  | Mount Lemmon Survey |
| 775048 | 2006 BG21                | 22 gennaio 2006  | Mount Lemmon Survey |
| 775049 | 2006 BN36                | 23 gennaio 2006  | Spacewatch          |
| 775050 | 2006 BG41                | 22 gennaio 2006  | Mount Lemmon Survey |
| 775051 | 2006 BM42                | 23 gennaio 2006  | Spacewatch          |
| 775052 | 2006 BX47                | 25 gennaio 2006  | Spacewatch          |
| 775053 | 2006 BR60                | 26 gennaio 2006  | Mount Lemmon Survey |
| 775054 | 2006 BF68                | 23 gennaio 2006  | Spacewatch          |
| 775055 | 2006 BM74                | 23 gennaio 2006  | Spacewatch          |
| 775056 | 2006 BK84                | 25 gennaio 2006  | Spacewatch          |
| 775057 | 2006 BP86                | 25 gennaio 2006  | Spacewatch          |
| 775058 | 2006 BY133               | 26 gennaio 2006  | Mount Lemmon Survey |
| 775059 | 2006 BU163               | 26 gennaio 2006  | Mount Lemmon Survey |
| 775060 | 2006 BS173               | 27 gennaio 2006  | Spacewatch          |
| 775061 | 2006 BH176               | 27 gennaio 2006  | Spacewatch          |
| 775062 | 2006 BK180               | 27 gennaio 2006  | Mount Lemmon Survey |
| 775063 | 2006 BY183               | 28 gennaio 2006  | Mount Lemmon Survey |
| 775064 | 2006 BD196               | 30 gennaio 2006  | Spacewatch          |
| 775065 | 2006 BO204               | 31 gennaio 2006  | Spacewatch          |
| 775066 | 2006 BH207               | 31 gennaio 2006  | Mount Lemmon Survey |
| 775067 | 2006 BO220               | 30 gennaio 2006  | Spacewatch          |
| 775068 | 2006 BD239               | 31 gennaio 2006  | Mount Lemmon Survey |
| 775069 | 2006 BN241               | 31 gennaio 2006  | Spacewatch          |
| 775070 | 2006 BJ251               | 31 gennaio 2006  | Spacewatch          |
| 775071 | 2006 BW264               | 31 gennaio 2006  | Spacewatch          |
| 775072 | 2006 BP279               | 31 gennaio 2006  | Spacewatch          |
| 775073 | 2006 BJ281               | 31 gennaio 2006  | Spacewatch          |
| 775074 | 2006 BX284               | 25 gennaio 2006  | Spacewatch          |
| 775075 | 2006 BC289               | 23 gennaio 2006  | Mount Lemmon Survey |
| 775076 | 2006 BT289               | 23 gennaio 2006  | Spacewatch          |
| 775077 | 2006 BQ291               | 11 novembre 2009 | Mount Lemmon Survey |
| 775078 | 2006 BH296               | 31 gennaio 2006  | Spacewatch          |
| 775079 | 2006 BV297               | 30 gennaio 2006  | Spacewatch          |
| 775080 | 2006 BY297               | 23 gennaio 2006  | Spacewatch          |
| 775081 | 2006 BH299               | 23 gennaio 2006  | Spacewatch          |
| 775082 | 2006 BR300               | 25 gennaio 2006  | Spacewatch          |
| 775083 | 2006 BV300               | 26 gennaio 2006  | Mount Lemmon Survey |
| 775084 | 2006 BD301               | 23 gennaio 2006  | Spacewatch          |
| 775085 | 2006 BF302               | 27 gennaio 2006  | Mount Lemmon Survey |
| 775086 | 2006 CP1                 | 1 febbraio 2006  | Spacewatch          |
| 775087 | 2006 CU26                | 22 gennaio 2006  | Mount Lemmon Survey |
| 775088 | 2006 CK28                | 2 febbraio 2006  | Spacewatch          |
| 775089 | 2006 CZ36                | 2 febbraio 2006  | Mount Lemmon Survey |
| 775090 | 2006 CZ53                | 4 febbraio 2006  | Mount Lemmon Survey |
| 775091 | 2006 CY55                | 4 febbraio 2006  | Mount Lemmon Survey |
| 775092 | 2006 CF78                | 26 gennaio 2006  | Mount Lemmon Survey |
| 775093 | 2006 CN85                | 4 gennaio 2016   | Pan-STARRS          |
| 775094 | 2006 CA86                | 23 gennaio 2015  | Pan-STARRS          |
| 775095 | 2006 CZ87                | 4 febbraio 2006  | Spacewatch          |
| 775096 | 2006 CK88                | 4 dicembre 2012  | Mount Lemmon Survey |
| 775097 | 2006 CL88                | 20 marzo 2017    | Pan-STARRS          |
| 775098 | 2006 CV88                | 5 settembre 2019 | Mount Lemmon Survey |
| 775099 | 2006 DG44                | 23 gennaio 2006  | Spacewatch          |
| 775100 | 2006 DM45                | 20 febbraio 2006 | Mount Lemmon Survey |

## 775101–775200
| Nome   | Designazione provvisoria | Data di scoperta  | Scopritore          |
| ------ | ------------------------ | ----------------- | ------------------- |
| 775101 | 2006 DX47                | 21 febbraio 2006  | Mount Lemmon Survey |
| 775102 | 2006 DZ74                | 23 gennaio 2006   | Spacewatch          |
| 775103 | 2006 DB75                | 24 febbraio 2006  | Spacewatch          |
| 775104 | 2006 DP75                | 23 gennaio 2006   | Spacewatch          |
| 775105 | 2006 DU90                | 24 febbraio 2006  | Spacewatch          |
| 775106 | 2006 DV128               | 25 febbraio 2006  | Spacewatch          |
| 775107 | 2006 DY134               | 31 gennaio 2006   | Spacewatch          |
| 775108 | 2006 DG140               | 25 febbraio 2006  | Spacewatch          |
| 775109 | 2006 DP143               | 25 febbraio 2006  | Mount Lemmon Survey |
| 775110 | 2006 DD144               | 25 febbraio 2006  | Mount Lemmon Survey |
| 775111 | 2006 DJ147               | 25 febbraio 2006  | Mount Lemmon Survey |
| 775112 | 2006 DP166               | 3 dicembre 2005   | A. Boattini         |
| 775113 | 2006 DE172               | 27 febbraio 2006  | Spacewatch          |
| 775114 | 2006 DO173               | 27 febbraio 2006  | Spacewatch          |
| 775115 | 2006 DL174               | 27 febbraio 2006  | Spacewatch          |
| 775116 | 2006 DH194               | 28 febbraio 2006  | Mount Lemmon Survey |
| 775117 | 2006 DB195               | 7 ottobre 2004    | Spacewatch          |
| 775118 | 2006 DT219               | 25 febbraio 2006  | Mount Lemmon Survey |
| 775119 | 2006 DP221               | 24 luglio 2015    | Pan-STARRS          |
| 775120 | 2006 DN222               | 15 settembre 2013 | Pan-STARRS          |
| 775121 | 2006 DZ223               | 14 luglio 2013    | Pan-STARRS          |
| 775122 | 2006 DD227               | 24 febbraio 2006  | Spacewatch          |
| 775123 | 2006 DJ227               | 21 febbraio 2006  | Mount Lemmon Survey |
| 775124 | 2006 DN227               | 25 febbraio 2006  | Spacewatch          |
| 775125 | 2006 EP4                 | 2 marzo 2006      | Spacewatch          |
| 775126 | 2006 ED7                 | 2 marzo 2006      | Spacewatch          |
| 775127 | 2006 EY21                | 3 marzo 2006      | Spacewatch          |
| 775128 | 2006 EB35                | 3 marzo 2006      | Spacewatch          |
| 775129 | 2006 EO43                | 9 novembre 1999   | Spacewatch          |
| 775130 | 2006 EY47                | 4 marzo 2006      | Spacewatch          |
| 775131 | 2006 ET50                | 4 marzo 2006      | Spacewatch          |
| 775132 | 2006 EJ61                | 5 marzo 2006      | Spacewatch          |
| 775133 | 2006 EQ69                | 3 marzo 2006      | Spacewatch          |
| 775134 | 2006 EA70                | 31 agosto 2017    | Pan-STARRS          |
| 775135 | 2006 EE80                | 21 maggio 2015    | Pan-STARRS          |
| 775136 | 2006 EM80                | 28 gennaio 2017   | Pan-STARRS          |
| 775137 | 2006 EL81                | 26 aprile 2017    | Pan-STARRS          |
| 775138 | 2006 EA82                | 2 marzo 2006      | Spacewatch          |
| 775139 | 2006 EZ82                | 2 marzo 2006      | Spacewatch          |
| 775140 | 2006 FK12                | 23 marzo 2006     | Spacewatch          |
| 775141 | 2006 FX12                | 23 marzo 2006     | Spacewatch          |
| 775142 | 2006 FH27                | 24 marzo 2006     | Mount Lemmon Survey |
| 775143 | 2006 FO55                | 18 marzo 2017     | Spacewatch          |
| 775144 | 2006 FR57                | 6 marzo 2006      | Spacewatch          |
| 775145 | 2006 FC59                | 21 maggio 2015    | Pan-STARRS          |
| 775146 | 2006 FQ60                | 24 marzo 2006     | Mount Lemmon Survey |
| 775147 | 2006 GS6                 | 2 aprile 2006     | Spacewatch          |
| 775148 | 2006 GC49                | 1 aprile 2006     | SSS                 |
| 775149 | 2006 HF14                | 19 aprile 2006    | Mount Lemmon Survey |
| 775150 | 2006 HN28                | 5 marzo 2006      | Spacewatch          |
| 775151 | 2006 HA37                | 27 febbraio 2006  | Spacewatch          |
| 775152 | 2006 HZ78                | 26 aprile 2006    | Spacewatch          |
| 775153 | 2006 HV92                | 29 aprile 2006    | Spacewatch          |
| 775154 | 2006 HO126               | 28 aprile 2006    | DES                 |
| 775155 | 2006 HS126               | 28 aprile 2006    | DES                 |
| 775156 | 2006 HU130               | 26 aprile 2006    | DES                 |
| 775157 | 2006 HL131               | 26 aprile 2006    | DES                 |
| 775158 | 2006 HR134               | 26 aprile 2006    | DES                 |
| 775159 | 2006 HH136               | 26 aprile 2006    | DES                 |
| 775160 | 2006 HC143               | 27 aprile 2006    | DES                 |
| 775161 | 2006 HS148               | 27 aprile 2006    | DES                 |
| 775162 | 2006 HG149               | 27 aprile 2006    | DES                 |
| 775163 | 2006 HC150               | 27 aprile 2006    | DES                 |
| 775164 | 2006 HT157               | 25 aprile 2006    | Spacewatch          |
| 775165 | 2006 HQ158               | 23 ottobre 2013   | Mount Lemmon Survey |
| 775166 | 2006 HY159               | 29 aprile 2006    | Spacewatch          |
| 775167 | 2006 HG160               | 11 maggio 2023    | Mount Lemmon Survey |
| 775168 | 2006 JK59                | 1 maggio 2006     | DES                 |
| 775169 | 2006 JG62                | 1 maggio 2006     | DES                 |
| 775170 | 2006 JF64                | 8 marzo 2006      | Mount Lemmon Survey |
| 775171 | 2006 JE66                | 1 maggio 2006     | DES                 |
| 775172 | 2006 JM70                | 26 aprile 2006    | DES                 |
| 775173 | 2006 JX71                | 1 maggio 2006     | P. A. Wiegert       |
| 775174 | 2006 JZ71                | 1 maggio 2006     | P. A. Wiegert       |
| 775175 | 2006 JK72                | 1 maggio 2006     | P. A. Wiegert       |
| 775176 | 2006 JN73                | 1 maggio 2006     | P. A. Wiegert       |
| 775177 | 2006 JX75                | 6 maggio 2006     | Mount Lemmon Survey |
| 775178 | 2006 JY76                | 1 maggio 2006     | P. A. Wiegert       |
| 775179 | 2006 JB77                | 1 maggio 2006     | P. A. Wiegert       |
| 775180 | 2006 JD77                | 28 settembre 2003 | Spacewatch          |
| 775181 | 2006 JT77                | 1 maggio 2006     | P. A. Wiegert       |
| 775182 | 2006 JW78                | 1 maggio 2006     | P. A. Wiegert       |
| 775183 | 2006 JP84                | 24 ottobre 2013   | Mount Lemmon Survey |
| 775184 | 2006 JE86                | 8 aprile 2006     | Spacewatch          |
| 775185 | 2006 JS86                | 2 maggio 2014     | Mount Lemmon Survey |
| 775186 | 2006 JF87                | 6 aprile 2010     | Mount Lemmon Survey |
| 775187 | 2006 JL87                | 5 aprile 2011     | Spacewatch          |
| 775188 | 2006 JU87                | 29 marzo 2014     | Mount Lemmon Survey |
| 775189 | 2006 JG89                | 9 maggio 2006     | Mount Lemmon Survey |
| 775190 | 2006 JC91                | 3 settembre 2013  | Mount Lemmon Survey |
| 775191 | 2006 KR8                 | 25 aprile 2006    | Mount Lemmon Survey |
| 775192 | 2006 KQ31                | 5 maggio 2006     | Spacewatch          |
| 775193 | 2006 KQ51                | 21 maggio 2006    | Spacewatch          |
| 775194 | 2006 KJ58                | 22 maggio 2006    | Spacewatch          |
| 775195 | 2006 KP59                | 22 maggio 2006    | Spacewatch          |
| 775196 | 2006 KJ60                | 22 maggio 2006    | Spacewatch          |
| 775197 | 2006 KD75                | 24 maggio 2006    | Spacewatch          |
| 775198 | 2006 KM95                | 22 maggio 2006    | Spacewatch          |
| 775199 | 2006 KF97                | 25 maggio 2006    | Spacewatch          |
| 775200 | 2006 KQ99                | 23 maggio 2006    | Spacewatch          |

## 775201–775300
| Nome   | Designazione provvisoria | Data di scoperta  | Scopritore                   |
| ------ | ------------------------ | ----------------- | ---------------------------- |
| 775201 | 2006 KO102               | 27 maggio 2006    | Spacewatch                   |
| 775202 | 2006 KT119               | 31 maggio 2006    | Spacewatch                   |
| 775203 | 2006 KE120               | 23 maggio 2006    | Spacewatch                   |
| 775204 | 2006 KH124               | 23 maggio 2006    | Spacewatch                   |
| 775205 | 2006 KR132               | 25 maggio 2006    | P. A. Wiegert                |
| 775206 | 2006 KU136               | 25 maggio 2006    | P. A. Wiegert                |
| 775207 | 2006 KN139               | 25 maggio 2006    | P. A. Wiegert                |
| 775208 | 2006 KF142               | 25 maggio 2006    | P. A. Wiegert                |
| 775209 | 2006 KA144               | 20 maggio 2006    | Spacewatch                   |
| 775210 | 2006 KJ148               | 12 marzo 2016     | Pan-STARRS                   |
| 775211 | 2006 KW150               | 21 aprile 2006    | Spacewatch                   |
| 775212 | 2006 KJ152               | 15 aprile 2010    | Spacewatch                   |
| 775213 | 2006 KN153               | 11 febbraio 2016  | Pan-STARRS                   |
| 775214 | 2006 KU153               | 17 novembre 2008  | Spacewatch                   |
| 775215 | 2006 KE154               | 26 settembre 2013 | Mount Lemmon Survey          |
| 775216 | 2006 KT154               | 23 maggio 2006    | Spacewatch                   |
| 775217 | 2006 KX154               | 22 maggio 2011    | Mount Lemmon Survey          |
| 775218 | 2006 KC155               | 20 maggio 2006    | Spacewatch                   |
| 775219 | 2006 KQ156               | 21 maggio 2006    | Spacewatch                   |
| 775220 | 2006 KW157               | 20 maggio 2006    | Spacewatch                   |
| 775221 | 2006 LQ9                 | 7 marzo 2017      | Pan-STARRS                   |
| 775222 | 2006 MB7                 | 30 maggio 2006    | Mount Lemmon Survey          |
| 775223 | 2006 MS16                | 17 febbraio 2017  | Pan-STARRS                   |
| 775224 | 2006 OH6                 | 22 giugno 2006    | Spacewatch                   |
| 775225 | 2006 OR22                | 21 luglio 2006    | Mount Lemmon Survey          |
| 775226 | 2006 OQ25                | 19 luglio 2006    | P. A. Wiegert, D. Subasinghe |
| 775227 | 2006 ON29                | 22 luglio 2006    | Mount Lemmon Survey          |
| 775228 | 2006 OR29                | 19 luglio 2006    | P. A. Wiegert, D. Subasinghe |
| 775229 | 2006 OF32                | 21 luglio 2006    | Mount Lemmon Survey          |
| 775230 | 2006 OC34                | 19 luglio 2006    | P. A. Wiegert, D. Subasinghe |
| 775231 | 2006 OX34                | 19 luglio 2006    | P. A. Wiegert, D. Subasinghe |
| 775232 | 2006 OO36                | 19 luglio 2006    | P. A. Wiegert, D. Subasinghe |
| 775233 | 2006 OY40                | 26 novembre 2019  | Mount Lemmon Survey          |
| 775234 | 2006 PZ33                | 26 maggio 2006    | Mount Lemmon Survey          |
| 775235 | 2006 QA4                 | 18 agosto 2006    | Spacewatch                   |
| 775236 | 2006 QY14                | 21 luglio 2006    | Mount Lemmon Survey          |
| 775237 | 2006 QA69                | 21 agosto 2006    | Spacewatch                   |
| 775238 | 2006 QD73                | 21 agosto 2006    | Spacewatch                   |
| 775239 | 2006 QE74                | 21 agosto 2006    | Spacewatch                   |
| 775240 | 2006 QL75                | 21 agosto 2006    | Spacewatch                   |
| 775241 | 2006 QY129               | 26 maggio 2006    | Mount Lemmon Survey          |
| 775242 | 2006 QF131               | 21 agosto 2006    | R. A. Tucker                 |
| 775243 | 2006 QX151               | 19 agosto 2006    | Spacewatch                   |
| 775244 | 2006 QM171               | 22 agosto 2006    | DES                          |
| 775245 | 2006 QB177               | 19 agosto 2006    | Spacewatch                   |
| 775246 | 2006 QC177               | 19 agosto 2006    | Spacewatch                   |
| 775247 | 2006 QD192               | 10 ottobre 2012   | Pan-STARRS                   |
| 775248 | 2006 QG192               | 7 novembre 2012   | Mount Lemmon Survey          |
| 775249 | 2006 QV192               | 20 febbraio 2014  | Mount Lemmon Survey          |
| 775250 | 2006 QF195               | 21 agosto 2006    | Spacewatch                   |
| 775251 | 2006 QK195               | 21 novembre 2015  | Mount Lemmon Survey          |
| 775252 | 2006 QT195               | 11 ottobre 2015   | Mount Lemmon Survey          |
| 775253 | 2006 QZ195               | 30 gennaio 2012   | Spacewatch                   |
| 775254 | 2006 QE196               | 30 dicembre 2013  | Mount Lemmon Survey          |
| 775255 | 2006 QP196               | 19 agosto 2006    | Spacewatch                   |
| 775256 | 2006 QY196               | 29 agosto 2006    | Spacewatch                   |
| 775257 | 2006 QA197               | 25 gennaio 2014   | Pan-STARRS                   |
| 775258 | 2006 QJ197               | 28 agosto 2006    | CSS                          |
| 775259 | 2006 QO197               | 27 agosto 2006    | Spacewatch                   |
| 775260 | 2006 QR197               | 29 agosto 2006    | Spacewatch                   |
| 775261 | 2006 QK198               | 7 maggio 2014     | Pan-STARRS                   |
| 775262 | 2006 QU198               | 27 agosto 2006    | Spacewatch                   |
| 775263 | 2006 QM199               | 27 febbraio 2014  | Mount Lemmon Survey          |
| 775264 | 2006 QP199               | 16 ottobre 2015   | Spacewatch                   |
| 775265 | 2006 QU200               | 7 febbraio 2008   | Mount Lemmon Survey          |
| 775266 | 2006 QW200               | 19 marzo 2017     | Pan-STARRS                   |
| 775267 | 2006 QO201               | 19 maggio 2018    | Pan-STARRS                   |
| 775268 | 2006 QF206               | 28 agosto 2006    | Spacewatch                   |
| 775269 | 2006 QE207               | 29 agosto 2006    | Spacewatch                   |
| 775270 | 2006 QO208               | 19 agosto 2006    | Spacewatch                   |
| 775271 | 2006 QS208               | 28 agosto 2006    | Spacewatch                   |
| 775272 | 2006 QE209               | 28 agosto 2006    | Spacewatch                   |
| 775273 | 2006 QQ210               | 27 agosto 2006    | Spacewatch                   |
| 775274 | 2006 RF24                | 29 agosto 2006    | CSS                          |
| 775275 | 2006 RL36                | 15 settembre 2006 | LINEAR                       |
| 775276 | 2006 RM37                | 12 settembre 2006 | CSS                          |
| 775277 | 2006 RF50                | 14 settembre 2006 | Spacewatch                   |
| 775278 | 2006 RX57                | 21 luglio 2006    | Mount Lemmon Survey          |
| 775279 | 2006 RE69                | 15 settembre 2006 | Spacewatch                   |
| 775280 | 2006 RW70                | 15 settembre 2006 | Spacewatch                   |
| 775281 | 2006 RG73                | 15 settembre 2006 | Spacewatch                   |
| 775282 | 2006 RX80                | 15 settembre 2006 | Spacewatch                   |
| 775283 | 2006 RT83                | 15 settembre 2006 | Spacewatch                   |
| 775284 | 2006 RP101               | 14 settembre 2006 | CSS                          |
| 775285 | 2006 RO108               | 14 settembre 2006 | J. Masiero, R. Jedicke       |
| 775286 | 2006 RR108               | 14 settembre 2006 | J. Masiero, R. Jedicke       |
| 775287 | 2006 RJ109               | 14 settembre 2006 | J. Masiero, R. Jedicke       |
| 775288 | 2006 RF113               | 26 settembre 2006 | Mount Lemmon Survey          |
| 775289 | 2006 RS114               | 2 ottobre 2006    | Spacewatch                   |
| 775290 | 2006 RL117               | 14 settembre 2006 | J. Masiero, R. Jedicke       |
| 775291 | 2006 RT120               | 15 settembre 2006 | Spacewatch                   |
| 775292 | 2006 RN122               | 15 settembre 2006 | Spacewatch                   |
| 775293 | 2006 RX123               | 15 settembre 2006 | Spacewatch                   |
| 775294 | 2006 RG124               | 14 settembre 2006 | Spacewatch                   |
| 775295 | 2006 RL126               | 15 settembre 2006 | Spacewatch                   |
| 775296 | 2006 RM127               | 15 settembre 2006 | Spacewatch                   |
| 775297 | 2006 RO127               | 15 settembre 2006 | Spacewatch                   |
| 775298 | 2006 RU127               | 15 settembre 2006 | Spacewatch                   |
| 775299 | 2006 SS16                | 17 settembre 2006 | Spacewatch                   |
| 775300 | 2006 SC18                | 17 settembre 2006 | Spacewatch                   |

## 775301–775400
| Nome   | Designazione provvisoria | Data di scoperta  | Scopritore                |
| ------ | ------------------------ | ----------------- | ------------------------- |
| 775301 | 2006 SK30                | 29 agosto 2006    | Spacewatch                |
| 775302 | 2006 SD35                | 17 settembre 2006 | Spacewatch                |
| 775303 | 2006 SL45                | 18 settembre 2006 | Spacewatch                |
| 775304 | 2006 SQ45                | 18 settembre 2006 | CSS                       |
| 775305 | 2006 SV47                | 19 settembre 2006 | CSS                       |
| 775306 | 2006 SS60                | 18 settembre 2006 | CSS                       |
| 775307 | 2006 ST68                | 19 settembre 2006 | Spacewatch                |
| 775308 | 2006 SA77                | 19 settembre 2006 | CSS                       |
| 775309 | 2006 SM86                | 18 settembre 2006 | Spacewatch                |
| 775310 | 2006 SE89                | 18 settembre 2006 | Spacewatch                |
| 775311 | 2006 SF101               | 19 settembre 2006 | Spacewatch                |
| 775312 | 2006 SK102               | 19 settembre 2006 | Spacewatch                |
| 775313 | 2006 SV113               | 23 settembre 2006 | Spacewatch                |
| 775314 | 2006 SL114               | 23 settembre 2006 | Spacewatch                |
| 775315 | 2006 SM118               | 24 settembre 2006 | Spacewatch                |
| 775316 | 2006 SG134               | 23 settembre 2006 | Spacewatch                |
| 775317 | 2006 SB138               | 20 settembre 2006 | CSS                       |
| 775318 | 2006 SA144               | 19 settembre 2006 | Spacewatch                |
| 775319 | 2006 SF144               | 19 settembre 2006 | Spacewatch                |
| 775320 | 2006 SY144               | 19 settembre 2006 | Spacewatch                |
| 775321 | 2006 SZ146               | 19 settembre 2006 | Spacewatch                |
| 775322 | 2006 SU148               | 19 settembre 2006 | Spacewatch                |
| 775323 | 2006 SK149               | 19 settembre 2006 | Spacewatch                |
| 775324 | 2006 SG169               | 25 settembre 2006 | Spacewatch                |
| 775325 | 2006 SY169               | 25 settembre 2006 | Spacewatch                |
| 775326 | 2006 SB172               | 25 settembre 2006 | Spacewatch                |
| 775327 | 2006 SL172               | 17 settembre 2006 | Spacewatch                |
| 775328 | 2006 SM172               | 17 settembre 2006 | Spacewatch                |
| 775329 | 2006 SM174               | 25 settembre 2006 | LINEAR                    |
| 775330 | 2006 SL189               | 26 settembre 2006 | Spacewatch                |
| 775331 | 2006 SR190               | 26 settembre 2006 | Mount Lemmon Survey       |
| 775332 | 2006 ST190               | 26 settembre 2006 | Mount Lemmon Survey       |
| 775333 | 2006 SN191               | 19 settembre 2006 | Spacewatch                |
| 775334 | 2006 SU192               | 26 settembre 2006 | Mount Lemmon Survey       |
| 775335 | 2006 SD193               | 26 settembre 2006 | Mount Lemmon Survey       |
| 775336 | 2006 SV195               | 18 settembre 2006 | Spacewatch                |
| 775337 | 2006 SA196               | 19 settembre 2006 | Spacewatch                |
| 775338 | 2006 ST219               | 23 settembre 2006 | K. Černis, J. Zdanavičius |
| 775339 | 2006 SE221               | 21 agosto 2006    | Spacewatch                |
| 775340 | 2006 SH222               | 25 settembre 2006 | Spacewatch                |
| 775341 | 2006 SH226               | 26 settembre 2006 | Spacewatch                |
| 775342 | 2006 SC230               | 17 settembre 2006 | Spacewatch                |
| 775343 | 2006 SD230               | 26 settembre 2006 | Spacewatch                |
| 775344 | 2006 SL231               | 26 settembre 2006 | Spacewatch                |
| 775345 | 2006 SM232               | 26 settembre 2006 | Spacewatch                |
| 775346 | 2006 SO237               | 15 marzo 2013     | Spacewatch                |
| 775347 | 2006 SO238               | 26 settembre 2006 | Spacewatch                |
| 775348 | 2006 SX241               | 18 agosto 2006    | Spacewatch                |
| 775349 | 2006 SO242               | 26 settembre 2006 | Spacewatch                |
| 775350 | 2006 SJ243               | 26 settembre 2006 | Spacewatch                |
| 775351 | 2006 SC250               | 17 settembre 2006 | Spacewatch                |
| 775352 | 2006 SZ260               | 26 settembre 2006 | Spacewatch                |
| 775353 | 2006 SK271               | 19 settembre 2006 | Spacewatch                |
| 775354 | 2006 SJ273               | 27 settembre 2006 | Mount Lemmon Survey       |
| 775355 | 2006 SZ277               | 28 settembre 2006 | Mount Lemmon Survey       |
| 775356 | 2006 SP300               | 26 settembre 2006 | Spacewatch                |
| 775357 | 2006 SU300               | 26 settembre 2006 | Spacewatch                |
| 775358 | 2006 SE306               | 27 settembre 2006 | Spacewatch                |
| 775359 | 2006 ST312               | 27 settembre 2006 | Spacewatch                |
| 775360 | 2006 ST316               | 27 settembre 2006 | Spacewatch                |
| 775361 | 2006 SQ320               | 27 settembre 2006 | Spacewatch                |
| 775362 | 2006 SN321               | 27 settembre 2006 | Spacewatch                |
| 775363 | 2006 SA322               | 14 settembre 2006 | Spacewatch                |
| 775364 | 2006 SG339               | 15 ottobre 2012   | Mount Lemmon Survey       |
| 775365 | 2006 SL341               | 14 settembre 2006 | Spacewatch                |
| 775366 | 2006 SV342               | 28 settembre 2006 | Spacewatch                |
| 775367 | 2006 SK346               | 28 settembre 2006 | Spacewatch                |
| 775368 | 2006 SO348               | 24 settembre 2006 | Spacewatch                |
| 775369 | 2006 SA349               | 28 settembre 2006 | Spacewatch                |
| 775370 | 2006 SS375               | 17 settembre 2006 | SDSS Collaboration        |
| 775371 | 2006 SA377               | 17 settembre 2006 | SDSS Collaboration        |
| 775372 | 2006 SP379               | 12 settembre 2006 | SDSS Collaboration        |
| 775373 | 2006 SG381               | 26 settembre 2006 | Mount Lemmon Survey       |
| 775374 | 2006 SY383               | 29 settembre 2006 | SDSS Collaboration        |
| 775375 | 2006 SE384               | 29 settembre 2006 | SDSS Collaboration        |
| 775376 | 2006 SL384               | 11 settembre 2006 | SDSS Collaboration        |
| 775377 | 2006 SH388               | 19 settembre 2006 | SDSS Collaboration        |
| 775378 | 2006 SS395               | 17 settembre 2006 | J. Masiero, R. Jedicke    |
| 775379 | 2006 SO400               | 25 settembre 2006 | Spacewatch                |
| 775380 | 2006 SD402               | 17 settembre 2006 | Spacewatch                |
| 775381 | 2006 SF404               | 30 settembre 2006 | Mount Lemmon Survey       |
| 775382 | 2006 SU410               | 19 settembre 2006 | Spacewatch                |
| 775383 | 2006 SA414               | 22 settembre 2006 | SDSS Collaboration        |
| 775384 | 2006 SQ415               | 19 settembre 2006 | Spacewatch                |
| 775385 | 2006 SB420               | 28 gennaio 2015   | Pan-STARRS                |
| 775386 | 2006 SB421               | 29 marzo 2014     | Mount Lemmon Survey       |
| 775387 | 2006 SU421               | 18 settembre 2006 | P. A. Wiegert             |
| 775388 | 2006 SW423               | 28 settembre 2006 | CSS                       |
| 775389 | 2006 SX428               | 11 febbraio 2014  | Mount Lemmon Survey       |
| 775390 | 2006 SJ430               | 20 ottobre 2012   | Spacewatch                |
| 775391 | 2006 SZ430               | 25 settembre 2006 | Mount Lemmon Survey       |
| 775392 | 2006 SH431               | 25 gennaio 2012   | Pan-STARRS                |
| 775393 | 2006 SZ432               | 25 settembre 2006 | CSS                       |
| 775394 | 2006 SE434               | 27 settembre 2006 | CSS                       |
| 775395 | 2006 SK434               | 19 gennaio 2008   | Mount Lemmon Survey       |
| 775396 | 2006 SU434               | 2 gennaio 2012    | Mount Lemmon Survey       |
| 775397 | 2006 SY434               | 15 settembre 2006 | Spacewatch                |
| 775398 | 2006 SM435               | 16 settembre 2006 | CSS                       |
| 775399 | 2006 SY435               | 27 settembre 2006 | Spacewatch                |
| 775400 | 2006 SC436               | 14 dicembre 2015  | Pan-STARRS                |

## 775401–775500
| Nome   | Designazione provvisoria | Data di scoperta  | Scopritore                |
| ------ | ------------------------ | ----------------- | ------------------------- |
| 775401 | 2006 SX436               | 17 settembre 2006 | Spacewatch                |
| 775402 | 2006 SC437               | 18 agosto 2006    | Spacewatch                |
| 775403 | 2006 SJ437               | 28 febbraio 2008  | Spacewatch                |
| 775404 | 2006 SC438               | 6 maggio 2014     | Pan-STARRS                |
| 775405 | 2006 SE438               | 25 settembre 2006 | K. Černis, J. Zdanavičius |
| 775406 | 2006 SF438               | 20 febbraio 2009  | Spacewatch                |
| 775407 | 2006 SJ438               | 31 agosto 2017    | Pan-STARRS                |
| 775408 | 2006 SO438               | 19 gennaio 2012   | Pan-STARRS                |
| 775409 | 2006 SQ438               | 16 settembre 2006 | CSS                       |
| 775410 | 2006 SJ440               | 12 settembre 2015 | Pan-STARRS                |
| 775411 | 2006 SY442               | 13 marzo 2013     | Mount Lemmon Survey       |
| 775412 | 2006 SE443               | 20 settembre 2006 | Spacewatch                |
| 775413 | 2006 SJ443               | 17 settembre 2006 | CSS                       |
| 775414 | 2006 SJ444               | 18 dicembre 2015  | Mount Lemmon Survey       |
| 775415 | 2006 SP444               | 30 settembre 2006 | CSS                       |
| 775416 | 2006 SX444               | 5 marzo 2013      | Pan-STARRS                |
| 775417 | 2006 SJ445               | 28 luglio 2014    | Pan-STARRS                |
| 775418 | 2006 SP445               | 25 settembre 2006 | Spacewatch                |
| 775419 | 2006 SW445               | 28 settembre 2006 | Mount Lemmon Survey       |
| 775420 | 2006 SF446               | 26 settembre 2006 | Mount Lemmon Survey       |
| 775421 | 2006 SL446               | 16 settembre 2006 | CSS                       |
| 775422 | 2006 SU446               | 28 settembre 2006 | Spacewatch                |
| 775423 | 2006 SF447               | 19 settembre 2006 | Spacewatch                |
| 775424 | 2006 SM447               | 19 settembre 2006 | Spacewatch                |
| 775425 | 2006 ST447               | 19 settembre 2006 | Spacewatch                |
| 775426 | 2006 SE448               | 26 settembre 2006 | Spacewatch                |
| 775427 | 2006 SG448               | 18 settembre 2006 | Spacewatch                |
| 775428 | 2006 SP448               | 18 settembre 2006 | Spacewatch                |
| 775429 | 2006 SX450               | 17 settembre 2006 | Spacewatch                |
| 775430 | 2006 SG451               | 17 settembre 2006 | Spacewatch                |
| 775431 | 2006 SC453               | 30 settembre 2006 | Mount Lemmon Survey       |
| 775432 | 2006 SY453               | 27 settembre 2006 | Mount Lemmon Survey       |
| 775433 | 2006 SE456               | 19 settembre 2006 | Spacewatch                |
| 775434 | 2006 SM456               | 28 settembre 2006 | Spacewatch                |
| 775435 | 2006 SE457               | 28 settembre 2006 | Spacewatch                |
| 775436 | 2006 SV462               | 11 ottobre 2012   | Pan-STARRS                |
| 775437 | 2006 SW463               | 25 settembre 2006 | Spacewatch                |
| 775438 | 2006 SB464               | 27 settembre 2006 | Spacewatch                |
| 775439 | 2006 SC464               | 26 settembre 2006 | Mount Lemmon Survey       |
| 775440 | 2006 SR464               | 30 settembre 2006 | Mount Lemmon Survey       |
| 775441 | 2006 SW464               | 26 settembre 2006 | Spacewatch                |
| 775442 | 2006 TJ4                 | 2 ottobre 2006    | Mount Lemmon Survey       |
| 775443 | 2006 TG6                 | 3 ottobre 2006    | Mount Lemmon Survey       |
| 775444 | 2006 TH11                | 15 ottobre 2006   | K. Sárneczky, Z. Kuli     |
| 775445 | 2006 TE31                | 30 settembre 2006 | Mount Lemmon Survey       |
| 775446 | 2006 TB32                | 12 ottobre 2006   | Spacewatch                |
| 775447 | 2006 TG33                | 12 ottobre 2006   | Spacewatch                |
| 775448 | 2006 TE40                | 26 settembre 2006 | Mount Lemmon Survey       |
| 775449 | 2006 TN61                | 2 ottobre 2006    | Spacewatch                |
| 775450 | 2006 TA102               | 15 ottobre 2006   | Spacewatch                |
| 775451 | 2006 TK108               | 13 ottobre 2006   | Spacewatch                |
| 775452 | 2006 TY110               | 2 ottobre 2006    | Mount Lemmon Survey       |
| 775453 | 2006 TK112               | 1 ottobre 2006    | SDSS Collaboration        |
| 775454 | 2006 TW118               | 18 settembre 2006 | SDSS Collaboration        |
| 775455 | 2006 TT120               | 12 ottobre 2006   | SDSS Collaboration        |
| 775456 | 2006 TT122               | 12 ottobre 2006   | Spacewatch                |
| 775457 | 2006 TC131               | 2 ottobre 2006    | Mount Lemmon Survey       |
| 775458 | 2006 TO134               | 2 ottobre 2006    | Mount Lemmon Survey       |
| 775459 | 2006 TS134               | 2 ottobre 2006    | Mount Lemmon Survey       |
| 775460 | 2006 TB135               | 2 ottobre 2006    | Mount Lemmon Survey       |
| 775461 | 2006 TX135               | 2 ottobre 2006    | Mount Lemmon Survey       |
| 775462 | 2006 TP136               | 2 ottobre 2006    | Mount Lemmon Survey       |
| 775463 | 2006 TS136               | 2 ottobre 2006    | Mount Lemmon Survey       |
| 775464 | 2006 TL138               | 22 agosto 2014    | Pan-STARRS                |
| 775465 | 2006 TQ138               | 23 settembre 2015 | Mount Lemmon Survey       |
| 775466 | 2006 TE139               | 24 agosto 2011    | Pan-STARRS                |
| 775467 | 2006 TQ141               | 1 ottobre 2006    | K. Sárneczky              |
| 775468 | 2006 TZ141               | 2 ottobre 2006    | Mount Lemmon Survey       |
| 775469 | 2006 TP143               | 2 ottobre 2006    | Spacewatch                |
| 775470 | 2006 TV143               | 3 ottobre 2006    | Mount Lemmon Survey       |
| 775471 | 2006 TS145               | 2 ottobre 2006    | Mount Lemmon Survey       |
| 775472 | 2006 TU145               | 2 ottobre 2006    | Mount Lemmon Survey       |
| 775473 | 2006 TO146               | 2 ottobre 2006    | Mount Lemmon Survey       |
| 775474 | 2006 TT147               | 3 ottobre 2006    | Mount Lemmon Survey       |
| 775475 | 2006 UA                  | 16 ottobre 2006   | CSS                       |
| 775476 | 2006 UV3                 | 30 settembre 2006 | Mount Lemmon Survey       |
| 775477 | 2006 UQ4                 | 27 settembre 2006 | Spacewatch                |
| 775478 | 2006 UT5                 | 26 settembre 2006 | Mount Lemmon Survey       |
| 775479 | 2006 UJ27                | 16 ottobre 2006   | Spacewatch                |
| 775480 | 2006 UB32                | 16 ottobre 2006   | Spacewatch                |
| 775481 | 2006 UY33                | 16 ottobre 2006   | Spacewatch                |
| 775482 | 2006 UE36                | 16 ottobre 2006   | Spacewatch                |
| 775483 | 2006 UD51                | 23 settembre 2006 | Spacewatch                |
| 775484 | 2006 UV60                | 19 ottobre 2006   | Mount Lemmon Survey       |
| 775485 | 2006 UF66                | 17 settembre 2006 | Spacewatch                |
| 775486 | 2006 UP75                | 2 ottobre 2006    | Mount Lemmon Survey       |
| 775487 | 2006 UB77                | 17 ottobre 2006   | Spacewatch                |
| 775488 | 2006 UA97                | 2 ottobre 2006    | Mount Lemmon Survey       |
| 775489 | 2006 UK100               | 18 ottobre 2006   | Spacewatch                |
| 775490 | 2006 UQ102               | 30 settembre 2006 | Mount Lemmon Survey       |
| 775491 | 2006 UX103               | 18 ottobre 2006   | Spacewatch                |
| 775492 | 2006 UQ104               | 26 settembre 2006 | Mount Lemmon Survey       |
| 775493 | 2006 UJ109               | 19 ottobre 2006   | Spacewatch                |
| 775494 | 2006 UF113               | 24 settembre 2006 | Spacewatch                |
| 775495 | 2006 UF119               | 19 ottobre 2006   | Spacewatch                |
| 775496 | 2006 UK120               | 11 ottobre 2006   | Spacewatch                |
| 775497 | 2006 US131               | 19 ottobre 2006   | Spacewatch                |
| 775498 | 2006 UW136               | 19 ottobre 2006   | Mount Lemmon Survey       |
| 775499 | 2006 UY149               | 20 ottobre 2006   | CSS                       |
| 775500 | 2006 UR150               | 20 ottobre 2006   | Mount Lemmon Survey       |

## 775501–775600
| Nome   | Designazione provvisoria | Data di scoperta  | Scopritore          |
| ------ | ------------------------ | ----------------- | ------------------- |
| 775501 | 2006 UR155               | 25 settembre 2006 | Spacewatch          |
| 775502 | 2006 UP159               | 19 settembre 2006 | Spacewatch          |
| 775503 | 2006 UQ159               | 21 ottobre 2006   | Mount Lemmon Survey |
| 775504 | 2006 UR161               | 2 ottobre 2006    | Mount Lemmon Survey |
| 775505 | 2006 UT165               | 2 ottobre 2006    | Mount Lemmon Survey |
| 775506 | 2006 UF166               | 2 ottobre 2006    | Mount Lemmon Survey |
| 775507 | 2006 UC169               | 2 ottobre 2006    | Mount Lemmon Survey |
| 775508 | 2006 UE171               | 21 ottobre 2006   | Mount Lemmon Survey |
| 775509 | 2006 UD187               | 19 ottobre 2006   | CSS                 |
| 775510 | 2006 UB194               | 20 ottobre 2006   | Spacewatch          |
| 775511 | 2006 UN198               | 20 ottobre 2006   | Spacewatch          |
| 775512 | 2006 UL205               | 23 ottobre 2006   | Spacewatch          |
| 775513 | 2006 UN205               | 19 settembre 2006 | Spacewatch          |
| 775514 | 2006 UQ205               | 23 ottobre 2006   | Spacewatch          |
| 775515 | 2006 UE206               | 24 settembre 2006 | Spacewatch          |
| 775516 | 2006 UA208               | 23 ottobre 2006   | Spacewatch          |
| 775517 | 2006 UP220               | 28 settembre 2006 | Spacewatch          |
| 775518 | 2006 UY230               | 14 settembre 2006 | Spacewatch          |
| 775519 | 2006 UR236               | 23 ottobre 2006   | Spacewatch          |
| 775520 | 2006 UX244               | 26 settembre 2006 | Mount Lemmon Survey |
| 775521 | 2006 UM245               | 27 ottobre 2006   | Mount Lemmon Survey |
| 775522 | 2006 UX245               | 27 ottobre 2006   | Mount Lemmon Survey |
| 775523 | 2006 UC247               | 20 ottobre 2006   | Spacewatch          |
| 775524 | 2006 UF248               | 26 settembre 2006 | Mount Lemmon Survey |
| 775525 | 2006 UU248               | 27 ottobre 2006   | Mount Lemmon Survey |
| 775526 | 2006 UL250               | 27 ottobre 2006   | Mount Lemmon Survey |
| 775527 | 2006 UT251               | 27 ottobre 2006   | Mount Lemmon Survey |
| 775528 | 2006 UK255               | 27 ottobre 2006   | Mount Lemmon Survey |
| 775529 | 2006 UM258               | 28 ottobre 2006   | Mount Lemmon Survey |
| 775530 | 2006 UO261               | 28 ottobre 2006   | Mount Lemmon Survey |
| 775531 | 2006 UT275               | 28 ottobre 2006   | Spacewatch          |
| 775532 | 2006 UU276               | 27 settembre 2006 | Mount Lemmon Survey |
| 775533 | 2006 US283               | 20 ottobre 2006   | Spacewatch          |
| 775534 | 2006 UV283               | 20 ottobre 2006   | Spacewatch          |
| 775535 | 2006 UE293               | 19 ottobre 2006   | DES                 |
| 775536 | 2006 US297               | 19 ottobre 2006   | DES                 |
| 775537 | 2006 UT297               | 19 ottobre 2006   | DES                 |
| 775538 | 2006 UD298               | 27 agosto 2006    | Spacewatch          |
| 775539 | 2006 UH298               | 30 settembre 2006 | Mount Lemmon Survey |
| 775540 | 2006 UW299               | 19 ottobre 2006   | DES                 |
| 775541 | 2006 UR305               | 19 ottobre 2006   | DES                 |
| 775542 | 2006 UZ306               | 19 ottobre 2006   | DES                 |
| 775543 | 2006 UD309               | 23 settembre 2006 | Spacewatch          |
| 775544 | 2006 UP314               | 19 ottobre 2006   | DES                 |
| 775545 | 2006 UW315               | 19 ottobre 2006   | DES                 |
| 775546 | 2006 UB319               | 19 ottobre 2006   | DES                 |
| 775547 | 2006 UT319               | 19 ottobre 2006   | DES                 |
| 775548 | 2006 UW323               | 19 ottobre 2006   | DES                 |
| 775549 | 2006 UE324               | 19 ottobre 2006   | DES                 |
| 775550 | 2006 UJ330               | 16 ottobre 2006   | SDSS Collaboration  |
| 775551 | 2006 UH333               | 17 ottobre 2006   | SDSS Collaboration  |
| 775552 | 2006 UB339               | 1 novembre 2006   | Spacewatch          |
| 775553 | 2006 UF342               | 26 ottobre 2006   | P. A. Wiegert       |
| 775554 | 2006 UV346               | 17 novembre 2006  | Mount Lemmon Survey |
| 775555 | 2006 UV347               | 26 ottobre 2006   | P. A. Wiegert       |
| 775556 | 2006 UV352               | 26 ottobre 2006   | P. A. Wiegert       |
| 775557 | 2006 UH353               | 26 ottobre 2006   | P. A. Wiegert       |
| 775558 | 2006 UR357               | 1 novembre 2006   | Spacewatch          |
| 775559 | 2006 UY358               | 20 ottobre 2006   | Spacewatch          |
| 775560 | 2006 UH360               | 23 ottobre 2006   | Spacewatch          |
| 775561 | 2006 UW365               | 15 ottobre 2001   | SDSS                |
| 775562 | 2006 UB367               | 15 ottobre 2006   | LUSS                |
| 775563 | 2006 UZ367               | 22 ottobre 2006   | Spacewatch          |
| 775564 | 2006 UN368               | 23 ottobre 2006   | Spacewatch          |
| 775565 | 2006 UV369               | 21 ottobre 2006   | Spacewatch          |
| 775566 | 2006 UO370               | 29 settembre 2010 | Mount Lemmon Survey |
| 775567 | 2006 UC371               | 19 ottobre 2006   | CSS                 |
| 775568 | 2006 UN373               | 22 ottobre 2006   | Spacewatch          |
| 775569 | 2006 US375               | 25 maggio 2014    | Pan-STARRS          |
| 775570 | 2006 UJ376               | 31 luglio 2016    | Pan-STARRS          |
| 775571 | 2006 UH378               | 4 dicembre 2012   | Mount Lemmon Survey |
| 775572 | 2006 UB379               | 18 dicembre 2015  | Mount Lemmon Survey |
| 775573 | 2006 UN379               | 24 novembre 2011  | Pan-STARRS          |
| 775574 | 2006 UO379               | 16 ottobre 2006   | W. Bickel           |
| 775575 | 2006 UH380               | 3 agosto 2014     | Pan-STARRS          |
| 775576 | 2006 UR380               | 20 ottobre 2006   | Spacewatch          |
| 775577 | 2006 UT380               | 12 settembre 2015 | Pan-STARRS          |
| 775578 | 2006 UG381               | 21 ottobre 2006   | Mount Lemmon Survey |
| 775579 | 2006 UP381               | 23 ottobre 2006   | Spacewatch          |
| 775580 | 2006 UW381               | 21 ottobre 2006   | Spacewatch          |
| 775581 | 2006 UX382               | 27 ottobre 2006   | Mount Lemmon Survey |
| 775582 | 2006 UX383               | 22 ottobre 2006   | Spacewatch          |
| 775583 | 2006 UY384               | 20 ottobre 2006   | Spacewatch          |
| 775584 | 2006 UA385               | 17 ottobre 2006   | Spacewatch          |
| 775585 | 2006 UC385               | 22 ottobre 2006   | Spacewatch          |
| 775586 | 2006 UP385               | 22 ottobre 2006   | Spacewatch          |
| 775587 | 2006 UJ386               | 23 ottobre 2006   | Spacewatch          |
| 775588 | 2006 UM387               | 20 ottobre 2006   | Spacewatch          |
| 775589 | 2006 UN389               | 22 ottobre 2006   | Spacewatch          |
| 775590 | 2006 UH390               | 22 ottobre 2006   | Mount Lemmon Survey |
| 775591 | 2006 UR390               | 21 ottobre 2006   | Spacewatch          |
| 775592 | 2006 UH392               | 22 ottobre 2006   | Mount Lemmon Survey |
| 775593 | 2006 UX394               | 23 ottobre 2006   | Spacewatch          |
| 775594 | 2006 VM4                 | 17 ottobre 2006   | Spacewatch          |
| 775595 | 2006 VL11                | 1 novembre 2006   | Spacewatch          |
| 775596 | 2006 VA13                | 1 novembre 2006   | CSS                 |
| 775597 | 2006 VR32                | 28 settembre 2006 | Mount Lemmon Survey |
| 775598 | 2006 VR48                | 20 ottobre 2006   | CSS                 |
| 775599 | 2006 VB49                | 10 novembre 2006  | Spacewatch          |
| 775600 | 2006 VS50                | 10 novembre 2006  | Spacewatch          |

## 775601–775700
| Nome   | Designazione provvisoria | Data di scoperta  | Scopritore          |
| ------ | ------------------------ | ----------------- | ------------------- |
| 775601 | 2006 VD52                | 27 settembre 2006 | CSS                 |
| 775602 | 2006 VM54                | 11 novembre 2006  | Spacewatch          |
| 775603 | 2006 VG71                | 21 ottobre 2006   | Mount Lemmon Survey |
| 775604 | 2006 VH84                | 30 settembre 2006 | Mount Lemmon Survey |
| 775605 | 2006 VT97                | 11 novembre 2006  | Spacewatch          |
| 775606 | 2006 VX119               | 13 ottobre 2006   | Spacewatch          |
| 775607 | 2006 VF120               | 22 ottobre 2006   | Mount Lemmon Survey |
| 775608 | 2006 VH125               | 14 novembre 2006  | Spacewatch          |
| 775609 | 2006 VQ127               | 15 novembre 2006  | Spacewatch          |
| 775610 | 2006 VY128               | 15 novembre 2006  | Spacewatch          |
| 775611 | 2006 VR129               | 15 novembre 2006  | Spacewatch          |
| 775612 | 2006 VB131               | 22 ottobre 2006   | Mount Lemmon Survey |
| 775613 | 2006 VN133               | 15 novembre 2006  | Spacewatch          |
| 775614 | 2006 VA146               | 3 ottobre 2006    | Mount Lemmon Survey |
| 775615 | 2006 VC154               | 25 settembre 2006 | Mount Lemmon Survey |
| 775616 | 2006 VE174               | 11 novembre 2006  | Mount Lemmon Survey |
| 775617 | 2006 VQ177               | 24 agosto 2011    | Pan-STARRS          |
| 775618 | 2006 VT177               | 12 settembre 2015 | Pan-STARRS          |
| 775619 | 2006 VT179               | 19 febbraio 2012  | Spacewatch          |
| 775620 | 2006 VH181               | 28 luglio 2014    | Pan-STARRS          |
| 775621 | 2006 VB182               | 18 marzo 2017     | Mount Lemmon Survey |
| 775622 | 2006 VC182               | 12 novembre 2006  | Mount Lemmon Survey |
| 775623 | 2006 VF182               | 23 dicembre 2012  | Pan-STARRS          |
| 775624 | 2006 VV182               | 1 novembre 2006   | Mount Lemmon Survey |
| 775625 | 2006 WT2                 | 23 ottobre 2006   | Mount Lemmon Survey |
| 775626 | 2006 WZ19                | 17 novembre 2006  | Mount Lemmon Survey |
| 775627 | 2006 WP20                | 17 novembre 2006  | Mount Lemmon Survey |
| 775628 | 2006 WL33                | 16 novembre 2006  | Spacewatch          |
| 775629 | 2006 WZ41                | 16 novembre 2006  | Mount Lemmon Survey |
| 775630 | 2006 WM53                | 16 novembre 2006  | CSS                 |
| 775631 | 2006 WH58                | 20 ottobre 2006   | Mount Lemmon Survey |
| 775632 | 2006 WT58                | 17 novembre 2006  | Spacewatch          |
| 775633 | 2006 WW67                | 17 novembre 2006  | Mount Lemmon Survey |
| 775634 | 2006 WK80                | 18 novembre 2006  | Spacewatch          |
| 775635 | 2006 WG84                | 18 novembre 2006  | Mount Lemmon Survey |
| 775636 | 2006 WO86                | 18 novembre 2006  | Spacewatch          |
| 775637 | 2006 WV90                | 19 novembre 2006  | Spacewatch          |
| 775638 | 2006 WR91                | 19 novembre 2006  | Spacewatch          |
| 775639 | 2006 WS91                | 19 novembre 2006  | Spacewatch          |
| 775640 | 2006 WO99                | 19 novembre 2006  | Spacewatch          |
| 775641 | 2006 WQ119               | 21 novembre 2006  | Mount Lemmon Survey |
| 775642 | 2006 WZ119               | 21 novembre 2006  | Mount Lemmon Survey |
| 775643 | 2006 WR126               | 22 novembre 2006  | Mount Lemmon Survey |
| 775644 | 2006 WZ132               | 10 novembre 2006  | Spacewatch          |
| 775645 | 2006 WH134               | 19 ottobre 2006   | CSS                 |
| 775646 | 2006 WJ137               | 31 ottobre 2006   | Mount Lemmon Survey |
| 775647 | 2006 WE140               | 19 novembre 2006  | Spacewatch          |
| 775648 | 2006 WW140               | 20 novembre 2006  | Spacewatch          |
| 775649 | 2006 WG141               | 23 ottobre 2006   | Mount Lemmon Survey |
| 775650 | 2006 WX144               | 20 novembre 2006  | Spacewatch          |
| 775651 | 2006 WP147               | 20 novembre 2006  | Spacewatch          |
| 775652 | 2006 WU154               | 22 novembre 2006  | Spacewatch          |
| 775653 | 2006 WU155               | 22 novembre 2006  | Spacewatch          |
| 775654 | 2006 WL158               | 22 novembre 2006  | Spacewatch          |
| 775655 | 2006 WX163               | 12 novembre 2006  | Mount Lemmon Survey |
| 775656 | 2006 WT168               | 15 novembre 2006  | Spacewatch          |
| 775657 | 2006 WM173               | 23 novembre 2006  | Mount Lemmon Survey |
| 775658 | 2006 WO175               | 23 novembre 2006  | Mount Lemmon Survey |
| 775659 | 2006 WO177               | 23 ottobre 2006   | Mount Lemmon Survey |
| 775660 | 2006 WU179               | 23 ottobre 2006   | Mount Lemmon Survey |
| 775661 | 2006 WB180               | 24 novembre 2006  | Mount Lemmon Survey |
| 775662 | 2006 WT180               | 24 novembre 2006  | Mount Lemmon Survey |
| 775663 | 2006 WT189               | 25 novembre 2006  | Mount Lemmon Survey |
| 775664 | 2006 WV189               | 25 novembre 2006  | Mount Lemmon Survey |
| 775665 | 2006 WL211               | 25 aprile 2015    | Pan-STARRS          |
| 775666 | 2006 WJ212               | 27 novembre 2006  | P. Kocher           |
| 775667 | 2006 WE215               | 20 novembre 2006  | Spacewatch          |
| 775668 | 2006 WO215               | 16 novembre 2006  | Spacewatch          |
| 775669 | 2006 WV215               | 30 marzo 2015     | Pan-STARRS          |
| 775670 | 2006 WB216               | 9 agosto 2016     | Pan-STARRS          |
| 775671 | 2006 WG216               | 25 gennaio 2012   | Pan-STARRS          |
| 775672 | 2006 WO221               | 9 dicembre 2015   | Pan-STARRS          |
| 775673 | 2006 WQ221               | 1 luglio 2014     | Pan-STARRS          |
| 775674 | 2006 WK222               | 23 dicembre 2012  | Pan-STARRS          |
| 775675 | 2006 WK224               | 25 aprile 2015    | Pan-STARRS          |
| 775676 | 2006 WM224               | 4 settembre 2011  | Pan-STARRS          |
| 775677 | 2006 WN224               | 21 ottobre 2012   | Pan-STARRS          |
| 775678 | 2006 WZ224               | 17 marzo 2018     | Pan-STARRS          |
| 775679 | 2006 WL225               | 1 aprile 2014     | Mount Lemmon Survey |
| 775680 | 2006 WW225               | 22 novembre 2006  | Spacewatch          |
| 775681 | 2006 WL226               | 28 ottobre 2016   | Pan-STARRS          |
| 775682 | 2006 WO226               | 29 dicembre 2011  | Mount Lemmon Survey |
| 775683 | 2006 WA227               | 20 maggio 2015    | CTIO-DECam          |
| 775684 | 2006 WJ227               | 20 novembre 2006  | Spacewatch          |
| 775685 | 2006 WC228               | 30 settembre 2006 | Mount Lemmon Survey |
| 775686 | 2006 WD228               | 25 luglio 2014    | Pan-STARRS          |
| 775687 | 2006 WF228               | 20 agosto 2014    | Pan-STARRS          |
| 775688 | 2006 WK228               | 13 novembre 2017  | Pan-STARRS          |
| 775689 | 2006 WV228               | 8 dicembre 2015   | Pan-STARRS          |
| 775690 | 2006 WW228               | 19 novembre 2006  | Mount Lemmon Survey |
| 775691 | 2006 WF229               | 6 aprile 2014     | Spacewatch          |
| 775692 | 2006 WD230               | 19 novembre 2006  | Spacewatch          |
| 775693 | 2006 WF230               | 18 novembre 2006  | Spacewatch          |
| 775694 | 2006 WG230               | 19 novembre 2006  | Spacewatch          |
| 775695 | 2006 WR230               | 21 novembre 2006  | Spacewatch          |
| 775696 | 2006 WC231               | 16 novembre 2006  | Mount Lemmon Survey |
| 775697 | 2006 WV231               | 27 novembre 2006  | Spacewatch          |
| 775698 | 2006 WB234               | 16 novembre 2006  | Spacewatch          |
| 775699 | 2006 WF234               | 16 novembre 2006  | Spacewatch          |
| 775700 | 2006 WH234               | 22 novembre 2006  | Spacewatch          |

## 775701–775800
| Nome   | Designazione provvisoria | Data di scoperta | Scopritore          |
| ------ | ------------------------ | ---------------- | ------------------- |
| 775701 | 2006 WP234               | 22 novembre 2006 | Mount Lemmon Survey |
| 775702 | 2006 WP236               | 19 novembre 2006 | Spacewatch          |
| 775703 | 2006 XF                  | 9 dicembre 2006  | W. K. Y. Yeung      |
| 775704 | 2006 XM1                 | 11 dicembre 2006 | W. K. Y. Yeung      |
| 775705 | 2006 XO12                | 10 dicembre 2006 | Spacewatch          |
| 775706 | 2006 XV23                | 12 dicembre 2006 | Mount Lemmon Survey |
| 775707 | 2006 XL41                | 12 dicembre 2006 | Mount Lemmon Survey |
| 775708 | 2006 XO44                | 13 dicembre 2006 | Spacewatch          |
| 775709 | 2006 XC50                | 13 dicembre 2006 | Mount Lemmon Survey |
| 775710 | 2006 XQ63                | 22 novembre 2006 | CSS                 |
| 775711 | 2006 XA70                | 11 dicembre 2006 | Spacewatch          |
| 775712 | 2006 XB76                | 28 novembre 2016 | Pan-STARRS          |
| 775713 | 2006 XN76                | 7 luglio 2016    | Mount Lemmon Survey |
| 775714 | 2006 XX77                | 30 luglio 2014   | Pan-STARRS          |
| 775715 | 2006 XG79                | 10 gennaio 2016  | Pan-STARRS          |
| 775716 | 2006 XA80                | 25 ottobre 2017  | Mount Lemmon Survey |
| 775717 | 2006 XB80                | 11 giugno 2015   | Pan-STARRS          |
| 775718 | 2006 XS80                | 15 dicembre 2006 | Spacewatch          |
| 775719 | 2006 XJ82                | 13 dicembre 2006 | Mount Lemmon Survey |
| 775720 | 2006 XN82                | 14 dicembre 2006 | Spacewatch          |
| 775721 | 2006 XV82                | 10 dicembre 2006 | Spacewatch          |
| 775722 | 2006 XE83                | 13 dicembre 2006 | Spacewatch          |
| 775723 | 2006 XF84                | 11 dicembre 2006 | Spacewatch          |
| 775724 | 2006 YO4                 | 16 dicembre 2006 | Spacewatch          |
| 775725 | 2006 YS22                | 21 dicembre 2006 | Spacewatch          |
| 775726 | 2006 YY28                | 21 dicembre 2006 | Spacewatch          |
| 775727 | 2006 YU40                | 22 dicembre 2006 | Spacewatch          |
| 775728 | 2006 YW44                | 25 dicembre 2006 | K. Sárneczky        |
| 775729 | 2006 YQ45                | 21 dicembre 2006 | Mount Lemmon Survey |
| 775730 | 2006 YC60                | 2 ottobre 2011   | K. Sárneczky        |
| 775731 | 2006 YF60                | 12 dicembre 2012 | Mount Lemmon Survey |
| 775732 | 2006 YR65                | 17 gennaio 2016  | Pan-STARRS          |
| 775733 | 2006 YW67                | 21 dicembre 2006 | Spacewatch          |
| 775734 | 2006 YA69                | 16 dicembre 2006 | Mount Lemmon Survey |
| 775735 | 2007 AK5                 | 15 dicembre 2006 | Spacewatch          |
| 775736 | 2007 AY32                | 16 novembre 2006 | Mount Lemmon Survey |
| 775737 | 2007 AZ33                | 10 gennaio 2007  | Mount Lemmon Survey |
| 775738 | 2007 AU34                | 5 aprile 2008    | Mount Lemmon Survey |
| 775739 | 2007 AX34                | 21 gennaio 2016  | Pan-STARRS          |
| 775740 | 2007 AE35                | 18 gennaio 2012  | Mount Lemmon Survey |
| 775741 | 2007 AV36                | 15 gennaio 2007  | P. A. Wiegert       |
| 775742 | 2007 AF37                | 12 ottobre 2015  | Pan-STARRS          |
| 775743 | 2007 AT38                | 9 febbraio 2008  | Mount Lemmon Survey |
| 775744 | 2007 BK12                | 17 gennaio 2007  | Spacewatch          |
| 775745 | 2007 BW31                | 24 gennaio 2007  | B. Christophe       |
| 775746 | 2007 BP37                | 24 gennaio 2007  | Mount Lemmon Survey |
| 775747 | 2007 BC43                | 24 gennaio 2007  | Mount Lemmon Survey |
| 775748 | 2007 BE52                | 24 gennaio 2007  | Spacewatch          |
| 775749 | 2007 BZ63                | 14 dicembre 2006 | Mount Lemmon Survey |
| 775750 | 2007 BL82                | 19 gennaio 2007  | P. A. Wiegert       |
| 775751 | 2007 BO82                | 19 gennaio 2007  | P. A. Wiegert       |
| 775752 | 2007 BZ82                | 28 agosto 2000   | DES                 |
| 775753 | 2007 BA84                | 19 gennaio 2007  | P. A. Wiegert       |
| 775754 | 2007 BM84                | 19 gennaio 2007  | P. A. Wiegert       |
| 775755 | 2007 BP84                | 19 gennaio 2007  | P. A. Wiegert       |
| 775756 | 2007 BF87                | 25 gennaio 2007  | Spacewatch          |
| 775757 | 2007 BR91                | 19 gennaio 2007  | P. A. Wiegert       |
| 775758 | 2007 BF95                | 19 gennaio 2007  | P. A. Wiegert       |
| 775759 | 2007 BE99                | 19 gennaio 2007  | P. A. Wiegert       |
| 775760 | 2007 BR103               | 27 gennaio 2007  | Mount Lemmon Survey |
| 775761 | 2007 BC106               | 10 gennaio 2007  | Spacewatch          |
| 775762 | 2007 BS108               | 25 gennaio 2007  | Spacewatch          |
| 775763 | 2007 BC112               | 7 gennaio 2016   | Pan-STARRS          |
| 775764 | 2007 BF112               | 26 gennaio 2017  | Mount Lemmon Survey |
| 775765 | 2007 BO113               | 2 maggio 2014    | Spacewatch          |
| 775766 | 2007 BK116               | 28 gennaio 2007  | Spacewatch          |
| 775767 | 2007 BN116               | 28 ottobre 2014  | Mount Lemmon Survey |
| 775768 | 2007 BO118               | 27 gennaio 2007  | Spacewatch          |
| 775769 | 2007 BP119               | 28 gennaio 2007  | Spacewatch          |
| 775770 | 2007 BU119               | 28 gennaio 2007  | Mount Lemmon Survey |
| 775771 | 2007 BL120               | 29 gennaio 2007  | Spacewatch          |
| 775772 | 2007 BR120               | 30 maggio 2008   | Mount Lemmon Survey |
| 775773 | 2007 BU120               | 26 novembre 2011 | Mount Lemmon Survey |
| 775774 | 2007 BZ120               | 17 gennaio 2007  | Spacewatch          |
| 775775 | 2007 CN17                | 8 febbraio 2007  | Mount Lemmon Survey |
| 775776 | 2007 CP31                | 30 agosto 2005   | Spacewatch          |
| 775777 | 2007 CN37                | 6 febbraio 2007  | Mount Lemmon Survey |
| 775778 | 2007 CL48                | 10 febbraio 2007 | Mount Lemmon Survey |
| 775779 | 2007 CY72                | 14 febbraio 2007 | P. A. Wiegert       |
| 775780 | 2007 CE75                | 27 gennaio 2007  | Spacewatch          |
| 775781 | 2007 CM77                | 14 febbraio 2007 | P. A. Wiegert       |
| 775782 | 2007 CG80                | 8 febbraio 2007  | Mount Lemmon Survey |
| 775783 | 2007 CL80                | 7 febbraio 2007  | Mount Lemmon Survey |
| 775784 | 2007 CZ83                | 9 febbraio 2007  | CSS                 |
| 775785 | 2007 CN86                | 6 febbraio 2007  | Mount Lemmon Survey |
| 775786 | 2007 CX86                | 10 febbraio 2007 | Mount Lemmon Survey |
| 775787 | 2007 DK36                | 17 febbraio 2007 | Spacewatch          |
| 775788 | 2007 DM52                | 19 febbraio 2007 | Mount Lemmon Survey |
| 775789 | 2007 DJ60                | 10 febbraio 2007 | CSS                 |
| 775790 | 2007 DK68                | 21 febbraio 2007 | Spacewatch          |
| 775791 | 2007 DZ72                | 21 febbraio 2007 | Spacewatch          |
| 775792 | 2007 DM73                | 21 febbraio 2007 | Spacewatch          |
| 775793 | 2007 DP74                | 21 febbraio 2007 | Spacewatch          |
| 775794 | 2007 DF79                | 23 febbraio 2007 | Spacewatch          |
| 775795 | 2007 DB80                | 23 febbraio 2007 | Mount Lemmon Survey |
| 775796 | 2007 DU80                | 6 novembre 2005  | Spacewatch          |
| 775797 | 2007 DS83                | 25 febbraio 2007 | Mount Lemmon Survey |
| 775798 | 2007 DZ91                | 23 febbraio 2007 | Mount Lemmon Survey |
| 775799 | 2007 DU92                | 23 febbraio 2007 | Spacewatch          |
| 775800 | 2007 DL98                | 18 febbraio 2007 | W. Bickel           |

## 775801–775900
| Nome   | Designazione provvisoria | Data di scoperta  | Scopritore               |
| ------ | ------------------------ | ----------------- | ------------------------ |
| 775801 | 2007 DN100               | 25 febbraio 2007  | Spacewatch               |
| 775802 | 2007 DW118               | 23 febbraio 2007  | Mount Lemmon Survey      |
| 775803 | 2007 DC121               | 23 febbraio 2007  | Spacewatch               |
| 775804 | 2007 DJ124               | 25 febbraio 2007  | Mount Lemmon Survey      |
| 775805 | 2007 DX124               | 8 agosto 2018     | Pan-STARRS               |
| 775806 | 2007 DV125               | 8 febbraio 2011   | Mount Lemmon Survey      |
| 775807 | 2007 DN126               | 5 febbraio 2016   | Pan-STARRS               |
| 775808 | 2007 DP126               | 21 febbraio 2007  | Mount Lemmon Survey      |
| 775809 | 2007 DD128               | 21 febbraio 2007  | Mount Lemmon Survey      |
| 775810 | 2007 DG128               | 21 febbraio 2007  | Mount Lemmon Survey      |
| 775811 | 2007 DU128               | 25 febbraio 2007  | Spacewatch               |
| 775812 | 2007 DZ128               | 25 febbraio 2007  | Spacewatch               |
| 775813 | 2007 DX130               | 27 febbraio 2007  | Spacewatch               |
| 775814 | 2007 DH131               | 25 febbraio 2007  | Mount Lemmon Survey      |
| 775815 | 2007 DU131               | 17 febbraio 2007  | Mount Lemmon Survey      |
| 775816 | 2007 DH133               | 21 febbraio 2007  | Mount Lemmon Survey      |
| 775817 | 2007 DJ133               | 17 febbraio 2007  | Mount Lemmon Survey      |
| 775818 | 2007 DK134               | 21 febbraio 2007  | Spacewatch               |
| 775819 | 2007 EG3                 | 9 marzo 2007      | CSS                      |
| 775820 | 2007 EJ6                 | 9 marzo 2007      | Mount Lemmon Survey      |
| 775821 | 2007 EL8                 | 17 febbraio 2007  | Spacewatch               |
| 775822 | 2007 EG19                | 25 febbraio 2007  | Spacewatch               |
| 775823 | 2007 ED24                | 10 marzo 2007     | Mount Lemmon Survey      |
| 775824 | 2007 ER54                | 12 marzo 2007     | Spacewatch               |
| 775825 | 2007 ER55                | 12 marzo 2007     | Mount Lemmon Survey      |
| 775826 | 2007 ET63                | 25 febbraio 2007  | Spacewatch               |
| 775827 | 2007 EG74                | 10 marzo 2007     | Spacewatch               |
| 775828 | 2007 EX85                | 12 marzo 2007     | Spacewatch               |
| 775829 | 2007 EC103               | 23 febbraio 2007  | Mount Lemmon Survey      |
| 775830 | 2007 ED104               | 11 marzo 2007     | Mount Lemmon Survey      |
| 775831 | 2007 EE114               | 23 febbraio 2007  | Spacewatch               |
| 775832 | 2007 EH119               | 13 marzo 2007     | Mount Lemmon Survey      |
| 775833 | 2007 EG122               | 14 marzo 2007     | Mount Lemmon Survey      |
| 775834 | 2007 EP127               | 9 marzo 2007      | Mount Lemmon Survey      |
| 775835 | 2007 EV155               | 12 marzo 2007     | Spacewatch               |
| 775836 | 2007 EL162               | 15 marzo 2007     | Mount Lemmon Survey      |
| 775837 | 2007 EY163               | 15 marzo 2007     | Mount Lemmon Survey      |
| 775838 | 2007 EY176               | 14 marzo 2007     | Spacewatch               |
| 775839 | 2007 EL209               | 15 marzo 2007     | Spacewatch               |
| 775840 | 2007 EY229               | 10 marzo 2016     | Mount Lemmon Survey      |
| 775841 | 2007 EP236               | 13 marzo 2007     | Mount Lemmon Survey      |
| 775842 | 2007 ES237               | 14 marzo 2007     | Mount Lemmon Survey      |
| 775843 | 2007 ET238               | 14 marzo 2007     | Mount Lemmon Survey      |
| 775844 | 2007 EA239               | 11 marzo 2007     | Mount Lemmon Survey      |
| 775845 | 2007 EO239               | 15 marzo 2007     | Mount Lemmon Survey      |
| 775846 | 2007 EQ240               | 10 marzo 2007     | Spacewatch               |
| 775847 | 2007 EY241               | 13 marzo 2007     | Spacewatch               |
| 775848 | 2007 EB242               | 11 marzo 2007     | Mount Lemmon Survey      |
| 775849 | 2007 EF243               | 10 marzo 2007     | Mount Lemmon Survey      |
| 775850 | 2007 EL243               | 15 marzo 2007     | Mount Lemmon Survey      |
| 775851 | 2007 FF4                 | 18 marzo 2007     | H. Kurosaki, A. Nakajima |
| 775852 | 2007 FH4                 | 18 marzo 2007     | H. Kurosaki, A. Nakajima |
| 775853 | 2007 FK5                 | 14 marzo 2007     | D. Tibbets               |
| 775854 | 2007 FN6                 | 16 marzo 2007     | Mount Lemmon Survey      |
| 775855 | 2007 FV14                | 19 marzo 2007     | Mount Lemmon Survey      |
| 775856 | 2007 FW28                | 10 marzo 2007     | Mount Lemmon Survey      |
| 775857 | 2007 FB34                | 25 marzo 2007     | Mount Lemmon Survey      |
| 775858 | 2007 FG42                | 13 marzo 2007     | Spacewatch               |
| 775859 | 2007 FA51                | 16 marzo 2007     | Mount Lemmon Survey      |
| 775860 | 2007 FL52                | 16 marzo 2007     | Mount Lemmon Survey      |
| 775861 | 2007 FE56                | 26 marzo 2007     | Mount Lemmon Survey      |
| 775862 | 2007 FS57                | 28 gennaio 2017   | Pan-STARRS               |
| 775863 | 2007 FB58                | 16 marzo 2007     | Mount Lemmon Survey      |
| 775864 | 2007 FD60                | 17 marzo 2007     | Spacewatch               |
| 775865 | 2007 FG62                | 16 marzo 2007     | Mount Lemmon Survey      |
| 775866 | 2007 FH62                | 25 marzo 2007     | Mount Lemmon Survey      |
| 775867 | 2007 FV62                | 16 marzo 2007     | Mount Lemmon Survey      |
| 775868 | 2007 FY63                | 16 marzo 2007     | Mount Lemmon Survey      |
| 775869 | 2007 FN64                | 19 marzo 2007     | Mount Lemmon Survey      |
| 775870 | 2007 GY6                 | 7 aprile 2007     | Mount Lemmon Survey      |
| 775871 | 2007 GK30                | 14 aprile 2007    | Mount Lemmon Survey      |
| 775872 | 2007 GE60                | 7 aprile 2007     | Mount Lemmon Survey      |
| 775873 | 2007 GH70                | 16 novembre 2014  | Mount Lemmon Survey      |
| 775874 | 2007 GM80                | 13 maggio 2012    | Mount Lemmon Survey      |
| 775875 | 2007 GG81                | 15 aprile 2007    | Mount Lemmon Survey      |
| 775876 | 2007 HB10                | 18 aprile 2007    | Mount Lemmon Survey      |
| 775877 | 2007 HH18                | 28 settembre 2003 | Spacewatch               |
| 775878 | 2007 HG21                | 18 aprile 2007    | Spacewatch               |
| 775879 | 2007 HV38                | 11 marzo 2007     | Spacewatch               |
| 775880 | 2007 HD40                | 20 aprile 2007    | Mount Lemmon Survey      |
| 775881 | 2007 HD57                | 22 aprile 2007    | Mount Lemmon Survey      |
| 775882 | 2007 HQ100               | 26 aprile 2007    | Mount Lemmon Survey      |
| 775883 | 2007 HD103               | 20 aprile 2007    | Spacewatch               |
| 775884 | 2007 HS106               | 24 aprile 2007    | Mount Lemmon Survey      |
| 775885 | 2007 HT107               | 5 ottobre 2013    | Pan-STARRS               |
| 775886 | 2007 HE114               | 22 aprile 2007    | Spacewatch               |
| 775887 | 2007 HZ115               | 18 aprile 2007    | Spacewatch               |
| 775888 | 2007 JJ5                 | 14 marzo 2007     | Mount Lemmon Survey      |
| 775889 | 2007 JB25                | 9 maggio 2007     | Mount Lemmon Survey      |
| 775890 | 2007 JW27                | 18 aprile 2007    | Mount Lemmon Survey      |
| 775891 | 2007 JR49                | 27 aprile 2012    | Pan-STARRS               |
| 775892 | 2007 JS49                | 17 aprile 2013    | Pan-STARRS               |
| 775893 | 2007 JF50                | 12 maggio 2007    | Spacewatch               |
| 775894 | 2007 JH50                | 30 settembre 2014 | Mount Lemmon Survey      |
| 775895 | 2007 JL50                | 22 gennaio 2015   | Pan-STARRS               |
| 775896 | 2007 JU50                | 29 febbraio 2012  | Mount Lemmon Survey      |
| 775897 | 2007 JZ50                | 13 maggio 2007    | Mount Lemmon Survey      |
| 775898 | 2007 JW51                | 11 maggio 2007    | Mount Lemmon Survey      |
| 775899 | 2007 KW6                 | 25 maggio 2007    | Mount Lemmon Survey      |
| 775900 | 2007 KT11                | 25 maggio 2007    | Mount Lemmon Survey      |

## 775901–776000
| Nome   | Designazione provvisoria | Data di scoperta  | Scopritore                 |
| ------ | ------------------------ | ----------------- | -------------------------- |
| 775901 | 2007 KC12                | 16 maggio 2007    | Mount Lemmon Survey        |
| 775902 | 2007 LQ5                 | 7 giugno 2007     | Spacewatch                 |
| 775903 | 2007 LY28                | 15 giugno 2007    | Spacewatch                 |
| 775904 | 2007 LJ30                | 11 giugno 2007    | D. D. Balam, K. M. Perrett |
| 775905 | 2007 LX31                | 15 giugno 2007    | Spacewatch                 |
| 775906 | 2007 LC35                | 9 giugno 2007     | Spacewatch                 |
| 775907 | 2007 LJ36                | 10 giugno 2007    | Spacewatch                 |
| 775908 | 2007 LP39                | 30 agosto 2014    | Pan-STARRS                 |
| 775909 | 2007 MY                  | 13 maggio 2007    | Mount Lemmon Survey        |
| 775910 | 2007 MV8                 | 8 giugno 2007     | Spacewatch                 |
| 775911 | 2007 MO10                | 21 giugno 2007    | Mount Lemmon Survey        |
| 775912 | 2007 MB21                | 21 giugno 2007    | Mount Lemmon Survey        |
| 775913 | 2007 MZ29                | 25 marzo 2015     | Pan-STARRS                 |
| 775914 | 2007 NC1                 | 13 giugno 2007    | SSS                        |
| 775915 | 2007 NU5                 | 15 luglio 2007    | SSS                        |
| 775916 | 2007 NT7                 | 17 gennaio 2015   | Pan-STARRS                 |
| 775917 | 2007 PB2                 | 18 luglio 2007    | Mount Lemmon Survey        |
| 775918 | 2007 PN27                | 14 agosto 2007    | R. Ferrando, M. Ferrando   |
| 775919 | 2007 PX51                | 21 maggio 2012    | Mount Lemmon Survey        |
| 775920 | 2007 PR55                | 10 agosto 2007    | Spacewatch                 |
| 775921 | 2007 PE56                | 10 agosto 2007    | Spacewatch                 |
| 775922 | 2007 PO56                | 9 agosto 2007     | Spacewatch                 |
| 775923 | 2007 QG3                 | 22 agosto 2007    | Y. Ivaščenko               |
| 775924 | 2007 QW4                 | 31 agosto 2007    | K. Sárneczky, L. Kiss      |
| 775925 | 2007 QC20                | 22 agosto 2007    | Spacewatch                 |
| 775926 | 2007 QH20                | 24 agosto 2007    | Spacewatch                 |
| 775927 | 2007 RL5                 | 16 settembre 2003 | Spacewatch                 |
| 775928 | 2007 RN20                | 22 agosto 2007    | LONEOS                     |
| 775929 | 2007 RP25                | 4 settembre 2007  | Mount Lemmon Survey        |
| 775930 | 2007 RX29                | 23 agosto 2007    | Spacewatch                 |
| 775931 | 2007 RX39                | 9 settembre 2007  | Spacewatch                 |
| 775932 | 2007 RK47                | 9 settembre 2007  | Mount Lemmon Survey        |
| 775933 | 2007 RL53                | 9 settembre 2007  | Spacewatch                 |
| 775934 | 2007 RW58                | 10 agosto 2007    | Spacewatch                 |
| 775935 | 2007 RT62                | 10 settembre 2007 | Mount Lemmon Survey        |
| 775936 | 2007 RH64                | 10 agosto 2007    | Spacewatch                 |
| 775937 | 2007 RM66                | 10 settembre 2007 | Mount Lemmon Survey        |
| 775938 | 2007 RQ68                | 30 settembre 2003 | Spacewatch                 |
| 775939 | 2007 RO76                | 10 settembre 2007 | Mount Lemmon Survey        |
| 775940 | 2007 RC87                | 21 settembre 2003 | Spacewatch                 |
| 775941 | 2007 RY96                | 10 settembre 2007 | Mount Lemmon Survey        |
| 775942 | 2007 RB97                | 10 settembre 2007 | Mount Lemmon Survey        |
| 775943 | 2007 RP104               | 11 settembre 2007 | Mount Lemmon Survey        |
| 775944 | 2007 RN107               | 11 settembre 2007 | Mount Lemmon Survey        |
| 775945 | 2007 RA116               | 11 settembre 2007 | Spacewatch                 |
| 775946 | 2007 RO119               | 11 settembre 2007 | PMO NEO                    |
| 775947 | 2007 RB123               | 12 settembre 2007 | Mount Lemmon Survey        |
| 775948 | 2007 RZ129               | 12 settembre 2007 | Mount Lemmon Survey        |
| 775949 | 2007 RY137               | 14 settembre 2007 | Mount Lemmon Survey        |
| 775950 | 2007 RE138               | 14 settembre 2007 | LUSS                       |
| 775951 | 2007 RW155               | 12 marzo 2005     | DES                        |
| 775952 | 2007 RJ166               | 10 settembre 2007 | Spacewatch                 |
| 775953 | 2007 RH175               | 19 novembre 2003  | Spacewatch                 |
| 775954 | 2007 RT189               | 10 settembre 2007 | Spacewatch                 |
| 775955 | 2007 RS191               | 11 settembre 2007 | Spacewatch                 |
| 775956 | 2007 RU192               | 12 settembre 2007 | Spacewatch                 |
| 775957 | 2007 RE224               | 23 agosto 2007    | Spacewatch                 |
| 775958 | 2007 RF225               | 10 settembre 2007 | Spacewatch                 |
| 775959 | 2007 RM226               | 10 settembre 2007 | Spacewatch                 |
| 775960 | 2007 RG234               | 12 settembre 2007 | CSS                        |
| 775961 | 2007 RN250               | 13 settembre 2007 | Spacewatch                 |
| 775962 | 2007 RC258               | 14 settembre 2007 | Mount Lemmon Survey        |
| 775963 | 2007 RU260               | 14 settembre 2007 | Spacewatch                 |
| 775964 | 2007 RK265               | 18 luglio 2007    | Mount Lemmon Survey        |
| 775965 | 2007 RJ266               | 15 settembre 2007 | Mount Lemmon Survey        |
| 775966 | 2007 RC267               | 15 settembre 2007 | Spacewatch                 |
| 775967 | 2007 RK267               | 15 settembre 2007 | Spacewatch                 |
| 775968 | 2007 RB279               | 11 agosto 2007    | SSS                        |
| 775969 | 2007 RP289               | 12 settembre 2007 | Mount Lemmon Survey        |
| 775970 | 2007 RN294               | 13 settembre 2007 | Mount Lemmon Survey        |
| 775971 | 2007 RJ295               | 14 settembre 2007 | Mount Lemmon Survey        |
| 775972 | 2007 RU295               | 14 settembre 2007 | Spacewatch                 |
| 775973 | 2007 RO299               | 12 settembre 2007 | Mount Lemmon Survey        |
| 775974 | 2007 RS299               | 12 settembre 2007 | Mount Lemmon Survey        |
| 775975 | 2007 RX304               | 14 settembre 2007 | P. A. Wiegert              |
| 775976 | 2007 RN308               | 13 settembre 2007 | Mount Lemmon Survey        |
| 775977 | 2007 RX318               | 11 settembre 2007 | Mount Lemmon Survey        |
| 775978 | 2007 RQ325               | 14 settembre 2007 | Mount Lemmon Survey        |
| 775979 | 2007 RH329               | 15 settembre 2007 | Mount Lemmon Survey        |
| 775980 | 2007 RP332               | 14 settembre 2007 | Mount Lemmon Survey        |
| 775981 | 2007 RG335               | 16 febbraio 2015  | Pan-STARRS                 |
| 775982 | 2007 RO335               | 12 novembre 2012  | Mount Lemmon Survey        |
| 775983 | 2007 RR335               | 14 settembre 2007 | Mount Lemmon Survey        |
| 775984 | 2007 RN341               | 14 settembre 2007 | Mount Lemmon Survey        |
| 775985 | 2007 RW341               | 18 marzo 2018     | Pan-STARRS                 |
| 775986 | 2007 RE343               | 13 settembre 2007 | Mount Lemmon Survey        |
| 775987 | 2007 RF343               | 15 settembre 2007 | Mount Lemmon Survey        |
| 775988 | 2007 RG345               | 16 febbraio 2015  | Pan-STARRS                 |
| 775989 | 2007 RE348               | 14 settembre 2007 | Mount Lemmon Survey        |
| 775990 | 2007 RG348               | 11 settembre 2016 | Mount Lemmon Survey        |
| 775991 | 2007 RT348               | 11 aprile 2015    | Mount Lemmon Survey        |
| 775992 | 2007 RE349               | 16 marzo 2015     | Mount Lemmon Survey        |
| 775993 | 2007 RA350               | 19 febbraio 2015  | Pan-STARRS                 |
| 775994 | 2007 RL351               | 3 ottobre 2013    | Pan-STARRS                 |
| 775995 | 2007 RR351               | 13 settembre 2007 | Mount Lemmon Survey        |
| 775996 | 2007 RW352               | 10 settembre 2007 | Spacewatch                 |
| 775997 | 2007 RB353               | 11 settembre 2007 | Mount Lemmon Survey        |
| 775998 | 2007 RQ353               | 12 settembre 2007 | Mount Lemmon Survey        |
| 775999 | 2007 RD354               | 12 settembre 2007 | Mount Lemmon Survey        |
| 776000 | 2007 RH354               | 10 settembre 2007 | Mount Lemmon Survey        |